# Cambarincola leptadenus
Cambarincola leptadenus är en ringmaskart som beskrevs av Holt 1973. Cambarincola leptadenus ingår i släktet Cambarincola och familjen Cambarincolidae. Inga underarter finns listade i Catalogue of Life.